# Exothyridium mercieri
Exothyridium mercieri är en skalbaggsart som beskrevs av Soula 2002. Exothyridium mercieri ingår i släktet Exothyridium och familjen Rutelidae. Inga underarter finns listade i Catalogue of Life.